# Kanton Le Prêcheur
Der Kanton Le Prêcheur war ein Kanton im französischen Übersee-Département Martinique im Arrondissement Saint-Pierre. Er umfasste die Gemeinde Le Prêcheur.
Vertreter im Generalrat des Départements war seit 2004 Marcelin Nadeau.